# Broders
Broders es una teleserie de tipo policial peruana, producida en el año 2009 y emitida en 2010. Inspirada en la recordada Starsky & Hutch, cuenta las aventuras de una agencia de detectives liderada por "Charly" Gonzales (Carlos Alcántara) y el "Colorado" Duarte (Christian Thorsen).

## Reparto
- Carlos Alcántara como Carlos 'Charlie con Salsa' Gonzáles: Un gran amante de la salsa que encabeza el grupo de detectives.
- Christian Thorsen como El Colorado Duarte: Después que su esposa lo dejó, Duarte, se encontró con Charlie, su gran amigo de la infancia; posteriormente decidió trabajar con él.
- Adriana Zubiate como Carmen Lara: La única integrante femenina de la agencia de detectives de Charlie y Duarte y cumple la labor de secretaria de la agencia privada de detectives "Broders". Está enamorada de El Colorado, a pesar de tener novio.
- Percy Olivares como El Negro Wilson: Gran aficionado del fútbol que al igual que Charlie y Duarte resuelve casos.
- Pablo Saldarriaga como El Chato Vinagre. Vive en la misma casa junto a Charlie, Carmen, El Negro Wilson y Duarte; su gran afición es el billar y se desempeña como detective.
- Pelo Madueño como Corcuera, un agente policial y rival de Charlie, se supone que porque este empaña su trabajo como policía.
- Giovanna Andrade como Paola, una guapa agente policial compañera de Corcuera y que está involucrada con Charlie.

## Música
En la teleserie "Broders" se reproducen las siguientes canciones:
- Tema : Broders
  - Intérprete: Willy Rivera
- Tema: El Justiciero **Intérprete: Sabor y Control
- Tema: El niche del callejón
  - Intérprete: Sabor y Control
- Tema: El Imperio va caer
  - Intérprete: Sabor y Control
- Tema: El día que me vaya
  - Intérprete: A1 Banda
- Tema: A que te lo hago
  - Intérprete: A1 Banda

## Recepción
En su estreno se volvió en el programa más visto del día, alcanzó los 20 puntos de rating según Ibope Time.